# Земо-Пона
Земо-Пона (груз. ზემო ფონა) — село в Грузии, в муниципалитете Лагодехи края Кахетия. 

## География
Село расположено в восточной части края, в 15 километрах по прямой к западу от центра муниципалитета Лагодехи. Высота центра — 360 метров над уровнем моря.

## Население
По данным переписи населения 2014 года, в селе проживало 92 человека.